# Sint-Jan Baptistkerk (Grammene)

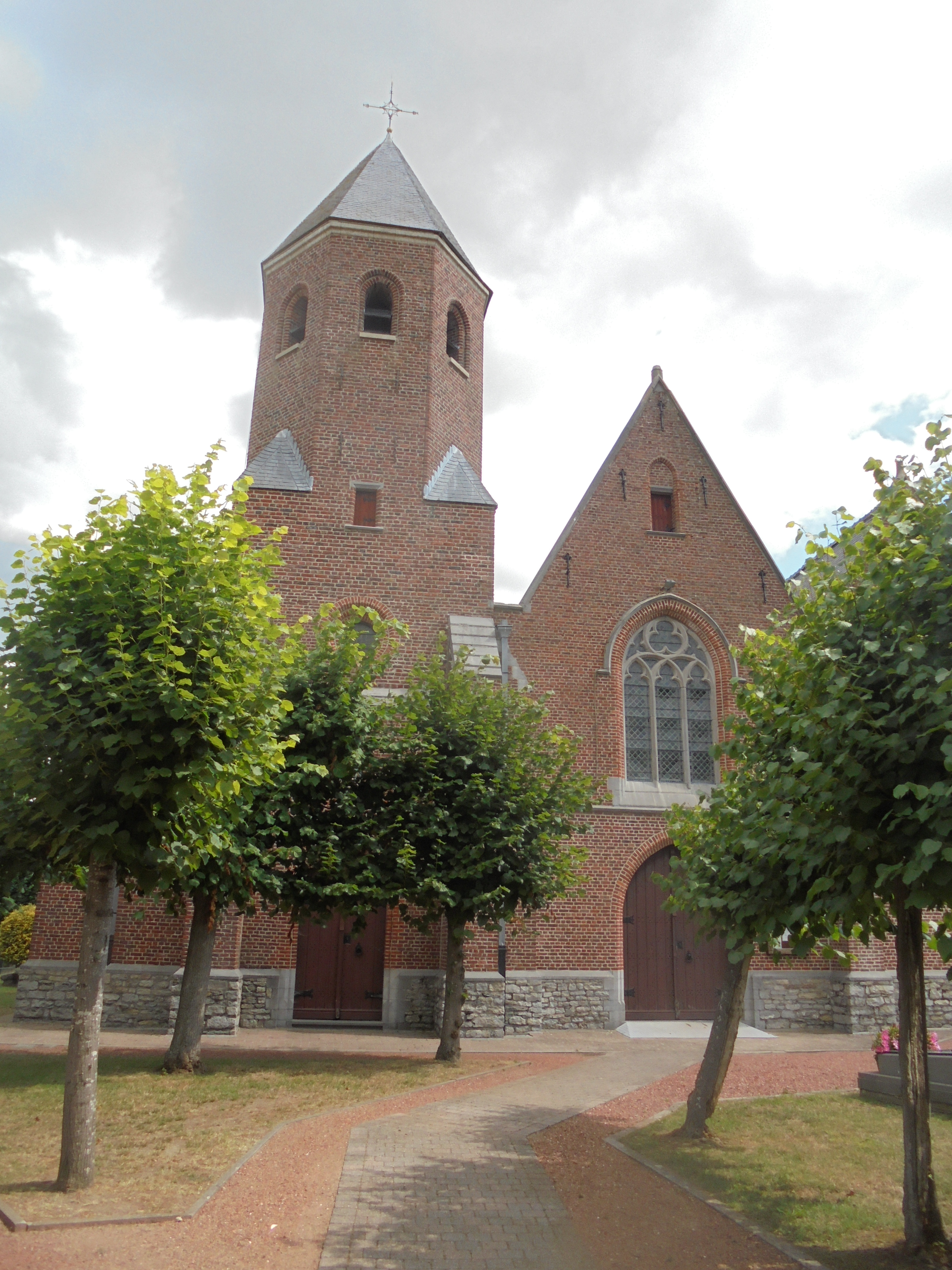
Sint-Jan Baptistkerk

De Sint-Jan Baptistkerk is de parochiekerk van Grammene (deelgemeente van de Oost-Vlaamse stad Deinze), gelegen aan de Koffiebeekstraat en Sint-Janstraat.

## Geschiedenis
In 1121 werd de kerk voor het eerst vermeld, toen het patronaatsrecht aan de Sint-Baafsabdij te Gent werd geschonken. De kerk lag op een zandrug in de nabijheid van de Leie, en behoorde vermoedelijk aanvankelijk bij de zetel van de heerlijkheid. Het ging om een eenbeukige kruiskerk, welke in de 16e en 18e eeuw werd gewijzigd. De kerk had een achthoekige westtoren die waarschijnlijk oorspronkelijk een vieringtoren was en uit de 13e eeuw stamde. De kerk werd in 1592 door de beeldenstormers in brand gestoken, en bij het herstel, omstreeks 1609, werd de toren verhoogd.
In 1902 was de kerk door vandalen vernield, en bouwvallig. Een nieuwe, neogotische kerk, naar ontwerp van Henri Valcke werd gebouwd van 1903-1908. De kerk liep schade op tijdens de Eerste Wereldoorlog en ook in 1940, tijdens de Tweede Wereldoorlog.

## Gebouw
Het betreft een neogotisch bakstenen bouwwerk, in wezen een driebeukige hallenkerk met transept en een in de rechtervoorgevel ingebouwde toren, welke op een vierkante basis een achthoekige bovenbouw bezit. Hierdoor vertoont de zuidwestgevel asymmetrie. De kerk wordt omgeven door een kerkhof.

## Interieur
Het kerkmeubilair is grotendeels neogotisch. De kerk bezit echter een biechtstoel in barokstijl en een communiebank in rococostijl. Het barokke tochtportaal is van 1654 en het doopvont met achthoekige, blauw hardstenen voet is waarschijnlijk 15e-eeuws.